# Snickers

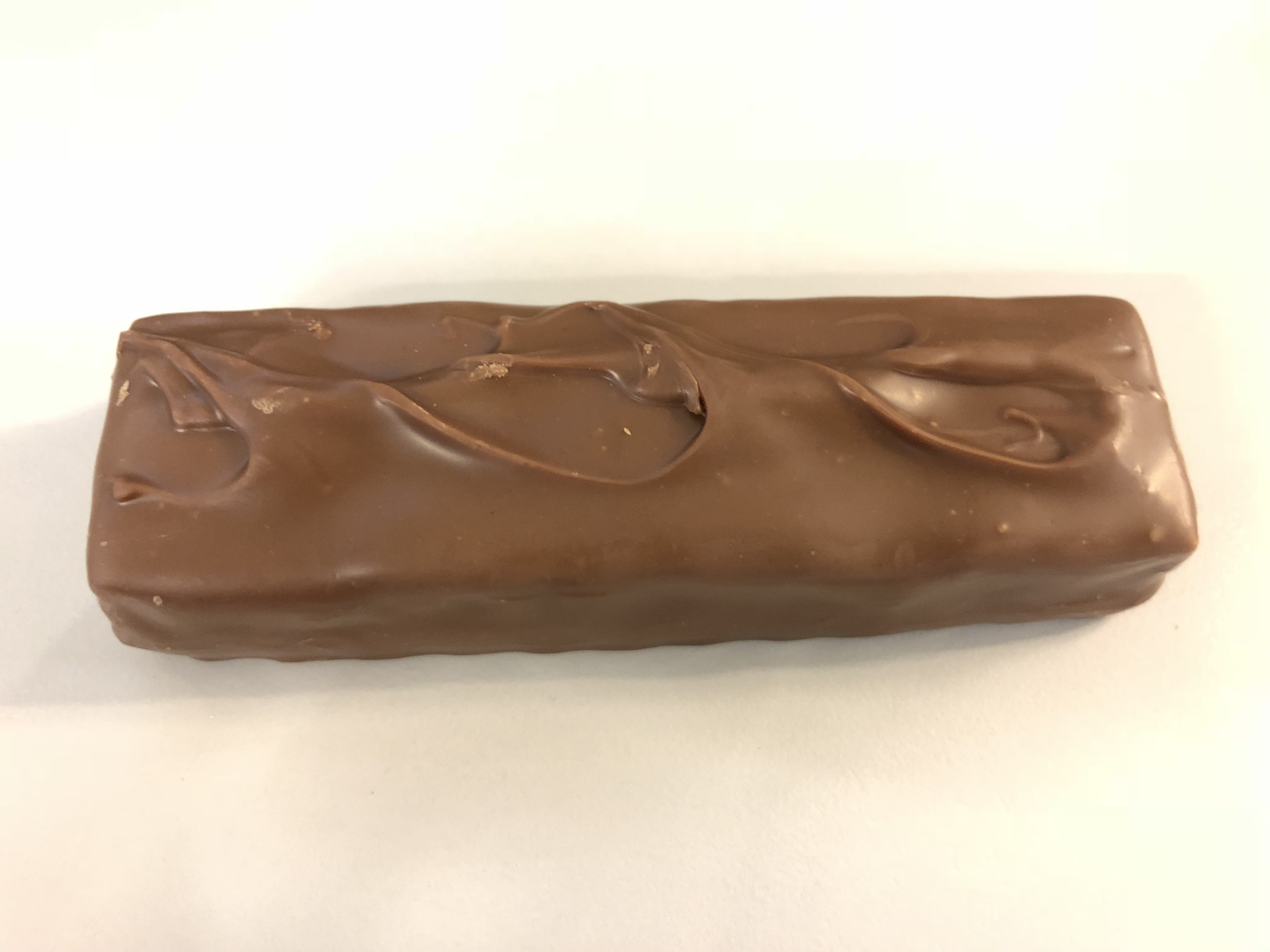
Barretta Snickers

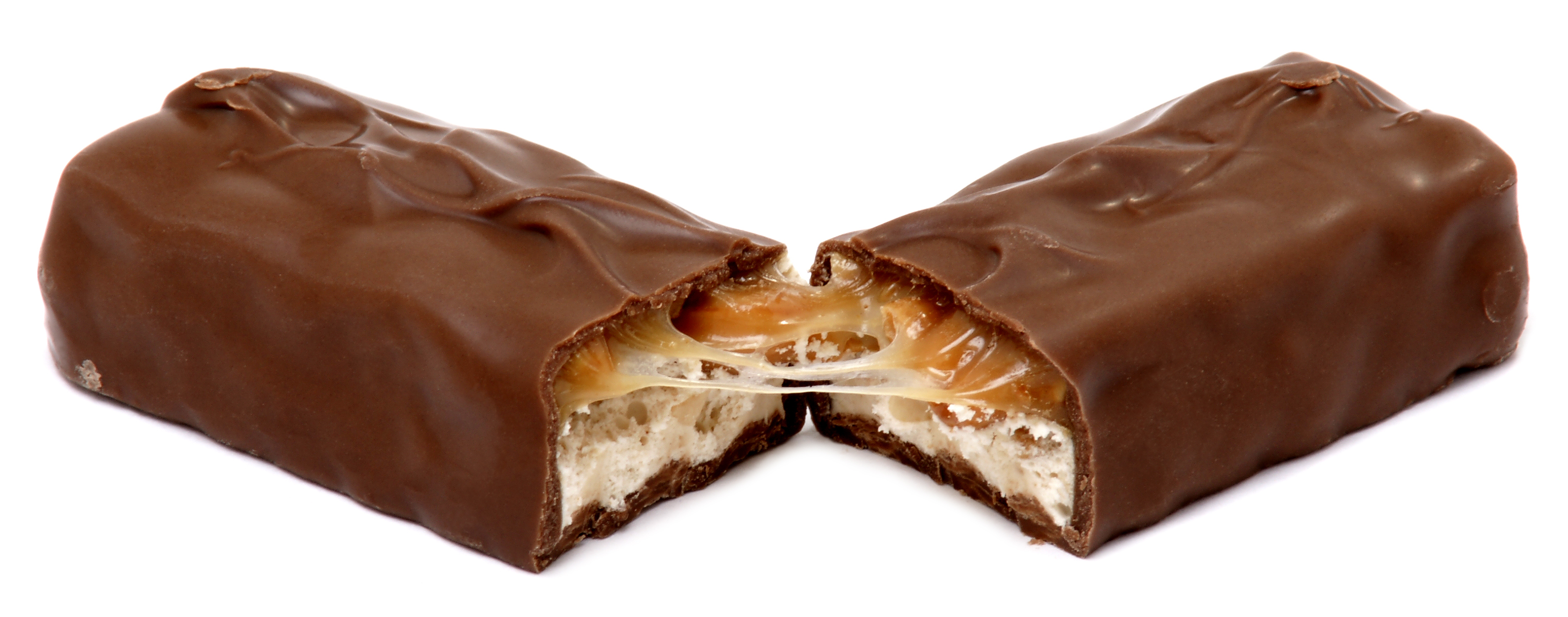
Barretta Snickers aperta

Lo SNICKERS® è una barretta di cioccolato prodotta dalla Mars, Incorporated. È costituita da arachidi tostate e salate e caramello, il tutto ricoperto con cioccolato al latte.
Lo Snickers originale è stato precedentemente commercializzato come Marathon nel Regno Unito e in Irlanda dal 1968 fino al 1990. Alla fine del 2019, Mars, Inc. ha deciso di riproporre il prodotto con la vecchia denominazione nel mercato britannico in edizione limitata. Già precedentemente prodotti col brand Snickers Marathon erano stati immessi in alcuni mercati internazionali nella versione di barrette energetiche.

## Storia
Lo Snickers fu introdotto nel 1930, la cui denominazione fu presa dalla famiglia Mars dal nome di uno dei loro cavalli preferiti. Anche se le tavolette Snickers contengono più di 285 calorie, sono molto popolari in America e in Australia.
Nel 2006, la Commissione Alimentare del Regno Unito ha evidenziato che la torta Snickers dello chef Antony Worrall Thompson contiene, tra gli altri ingredienti, cinque Snickers, facendo di questo dessert uno dei  meno salutari: una fetta fornisce infatti più di 1250 calorie di zuccheri e grassi, l'equivalente di metà del fabbisogno giornaliero di un uomo adulto di altezza media.

## Varianti
- 1970 Snickers Munch
- 1989 Snickers Ice Cream Bar
- 1996 Snickers Ice Cream Cone
- 2001 Snickers Cruncher bar (Chiamato Snickers Munch in alcuni mercati, ancora venduto come "Cruncher" nel Regno Unito, Polonia, Lettonia, Austria, Slovacchia, Svezia e Paesi Bassi)
- 2002 Snickers mandorle bar
- 2002 Cookie & Snickers
- 2004 Snickers Marathon barrette energetiche
- 2006 Snickers Duo
- 2006 Snickers Croc
- 2006 Snickers Xtreme (5 grammi di proteine per porzione, senza torrone)
- 2007 Snickers Dark (con cioccolato fondente)
- 2008 Snickers Charged (vitamine B12 e Caffeina)
- 2008 Snickers The lot (barrette croccanti in una crema densa, caramello, con frutta a guscio e cioccolato (solo in Australia))

## Nella cultura popolare
Il logo Snickers è molto legato al mondo del pro wrestling. Sul finire degli anni novanta il marchio era sponsor ufficiale ed era presente sulle locandine dei PPV della WCW (tra i loghi più famosi dei PPV's contenenti il brand Snickers si ricordano WCW/nWo Souled Out 1998 e WCW/nWo Halloween Havoc 1998). A cavallo degli anni 2010 il marchio si è legato alla WWE.